# Plaggenburg
Plaggenburg is een dorp in de Duitse deelstaat Nedersaksen. Bestuurlijk maakt het deel uit van de gemeente Aurich in Oost-Friesland. Het dorp ligt even ten noordoosten van Aurich aan de Bundesstraße 210, de weg van Aurich naar Wittmund.
Plaggenburg is een betrekkelijk jonge plaats. Het dorp ontstond in 1777 als veenkolonie. Sinds 1904 heeft het een eigen dorpskerk, de Andreaskerk.